# A Place in the Sun (film 1917)
A Place in the Sun è un cortometraggio muto del 1917 diretto da Lawrence C. Windom.
Fu il quinto in una serie di 12 corti prodotti dalla Essanay di Chicago, dal titolo Do Children Count?, con protagonista l'attrice bambina Mary McAllister.

## Produzione
Il film fu prodotto dalla Essanay Film Manufacturing Company.

## Distribuzione
Distribuito dalla K-E-S-E Service, il film - un cortometraggio di due bobine - uscì nelle sale cinematografiche statunitensi il 4 luglio 1917.